# Gare de Wilmington
La gare de Wilmington (en anglais : Wilmington station), officiellement dénommée Gare Joseph R. Biden Jr. (en anglais : Joseph R. Biden Jr. Railroad Station), est une gare ferroviaire des États-Unis située à Wilmington, dans l'État du Delaware.

## Histoire
La gare de Wilmington a été construite en 1908.
Le 19 mars 2011, le nom de la gare de Wilmington Station devient Joseph R. Biden, Jr., Railroad Station. La cérémonie honore Joe Biden, alors vice-président des États-Unis, pour avoir fait plus de 7 000 voyages entre cette gare et Washington durant ses mandats de sénateur du Delaware, ainsi que pour avoir été un promoteur du service Amtrak et des déplacements en train en général,. Le 20 janvier 2017, une heure après avoir terminé  son mandat de vice-président, Biden prend place à bord d'un train Amtrak Acela à Washington, en direction de la gare qui porte son nom.

## Service des voyageurs

### Desserte
Elle est desservie par des liaisons longue-distance Amtrak :
- l'Acela Express : train à grande vitesse Boston (Massachusetts) - Washington (District of Columbia)
- le Cardinal : Chicago - New York
- le Carolinian : New York (New York) - Charlotte (Caroline du Nord)
- le Crescent : New York (New York) - La Nouvelle-Orléans (Louisiane)
- le Palmetto : New York (New York) - Savannah (Géorgie)
- le Regional : Boston (Massachusetts) - Newport News (Virginie)
- le Silver Star et le Silver Meteor : New York (New York)  - Miami (Floride)
- le Vermonter : St. Albans (Vermont) - Washington (District of Columbia)

Un autre service plus régional :
- SEPTA : Wilmington/Newark Line